# Michaił Rejtern
Michaił Christiforowicz Rejtern (ros. Михаил Христофорович Рейтерн), ur. 24 września 1820 w Porieczu, zm. 23 sierpnia 1890 w Carskim Siole – hrabia (1890), rosyjski działacz państwowy.

## Życiorys
Urodzony w rodzinie generała. Ukończył liceum rolnicze w 1839. Minister Finansów w latach 1862-1878. Od 1862 członek Rady Państwa. Przeprowadził szereg reform finansowych. Był zwolennikiem szerokiej rozbudowy kolei żelaznych i bankowego systemu kredytowego, rozwoju nowych gałęzi przemysłu ciężkiego. Próbował zmniejszać deficyt budżetowy państwa poprzez zwiększenie podatków bezpośrednich i pośrednich, zmniejszenia budżetu Ministerstwa Obrony i Ministerstwa Morskiego, a także poprzez sprzedaż mienia państwowego. Sprzedał Alaskę Stanom Zjednoczonym w 1867 i Kolej Nikołajewską w 1868 prywatnemu przedsiębiorcy. W 1874 udało mu się zrealizować budżet Rosji bez deficytu.
W latach 1881–1887 (inne źródła 1886?) przewodniczący Komitetu Ministrów Imperium Rosyjskiego. Odznaczony wysokimi odznaczeniami państwowymi: Orderem Świętego Aleksandra Newskiego, Orderem Świętej Anny 1 klasy, Orderem Świętego Włodzimierza  1 klasy, 2 klasy i 3 klasy, Orderem Świętego Andrzeja a także Orderem Orła Białego] oraz Orderem Świętego Stanisława 1 klasy.